# Mite
Pour l’article ayant un titre homophone, voir Mythe.
Taxons concernés
Famille :
- Tineidae
- Pyralidaemodifier

Le mot mite est un nom vernaculaire ambigu qui désigne en français plusieurs espèces de petits papillons de nuit (insectes de l'ordre des lépidoptères et de l'ancien sous-ordre des hétérocères) ayant en commun leur caractère nuisible pour l'activité humaine :
- certaines espèces de la famille des Tineidae (les Teignes proprement dites) : les « mites des vêtements », qui se nourrissent de champignons, de lichens et diverses fibres, et rarement de plantes vivantes ;
- certaines espèces de la famille des Pyralidae (les Pyrales ou fausses Teignes) : les « mites alimentaires », comme la Pyrale de la farine, qui se nourrissent de denrées alimentaires ou de diverses plantes.

## Vocabulaire
Mite est un mot féminin. On dit d'un objet rongé ou troué par les larves de ces petits papillons qu'il est mité.

### Noms français et noms scientifiques correspondants
Liste alphabétique de noms vulgaires ou de noms vernaculaires attestés en français.
Certaines espèces ont plusieurs noms et figurent donc plusieurs fois dans cette liste. Les classifications évoluant encore, certains noms scientifiques ont peut-être un autre synonyme valide.
- Mite des cactus - Cactoblastis cactorum[2]
- Mite des céréales - espèces de la famille des Pyralidae[2]
- Mite de la farine désigne aussi bien des acariens que des papillons comme les pyrales de la farine
- Mite des tapis - Trichophaga tapetzella (en)[2]
- Mite des vêtements, mite des fourrures - Tineola bisselliella[2]

### Usages du motmitepour désigner les acariens
Aux XVIe et XVIIe siècles, le nom de « mite » fait explicitement référence aux acariens du fromage comme l'attestent les nombreuses définitions données par les dictionnaires de cette époque, à l'instar de la première édition du dictionnaire de l'Académie française de 1694. Aujourd'hui, seules deux exceptions restent en usage : le nom « mite de la farine », qui désigne aussi bien l'acarien Ciron de la farine que les lépidoptères pyrales de la farine et le nom « mite rouge », qui est employé pour désigner un autre acarien plus couramment nommé aoûtat.
En anglais, cet usage, toujours d'actualité, s'est généralisé à l'ensemble des acariens ; les mites au sens francophone actuel étant nommées « moths », nos papillons de nuit.

## Physiologie, comportement et écologie
Les caractéristiques générales des mites sont celles des papillons de nuit, avec des nuances pour chaque espèce : voir les articles détaillés pour plus d'informations sur leur description ou leur mode de vie.

## Lutte contre les mites des vêtements
Les produits utilisés contre les mites des vêtements sont désignés par le terme générique d'antimite. Ils sont différents selon les groupes d'espèces concernées.
La lutte contre les mites dans les environnements domestiques utilise des insecticides aérosols ou par exemple le paradichlorobenzène (toxique pour l'Homme) ou des billes solides de naphtalène cristallisé, vendues sous le nom de « Naphtaline ».
Lutte biologique : il peut être utilisé des pièges à phéromones se présentant sous forme de plaques adhésives qui attirent et capturent les mâles.
Certains insectes sont prédateurs des mites : les asilidés (mouches prédatrices), les scutigères véloces.
Les mites fuient également les odeurs fortes comme la lavande, le laurier, le romarin, le tabac, le camphre, le bois de cèdre ou leurs huiles essentielles, de même que le savon d'Alep qui contient de l'huile de baies de laurier.

## Exemples de mites alimentaires
- Ephestia kuehniella, la Pyrale de la farine, dont les chenilles s'attaquent essentiellement à la farine, aux grains de céréales (blé, maïs, riz), à la semoule, aux flocons d'avoine, au muesli, aux biscuits, pâtes alimentaires et plus rarement aux fruits desséchés (raisins, figues, abricots).
- Ephestia elutella, la Teigne du cacao, qui attaque cacao, chocolat, noix, noisettes, amandes, nougat, pralines, massepain, riz, orge perlé, son, pâtes alimentaires, gâteaux secs et pains d'épices, fruits secs, etc.
- Ephestia cautella, la Pyrale du raisin sec, qui s'en prend aux fruits secs ou en voie de dessiccation (figues, abricots, prunes, raisins…), arachides, noix décortiquées, mais aussi au riz, à la farine, au cacao et au chocolat. La chenille rougeâtre ou jaunâtre y laisse ses excréments bruns mêlés de fils de soie.
- Plodia interpunctella, la Pyrale des fruits secs, qui attaque blé, riz, farines, gâteaux secs et pains d'épices, pâtes alimentaires, fruits et légumes déshydratés ou secs, marrons glacés, châtaignes, noix et noisettes, chicorée et chocolat.